# Zatypota prima
Zatypota prima là một loài tò vò trong họ Ichneumonidae.